# سیارک ۱۴۲۵
سیارک ۱۴۲۵ (به انگلیسی: 1425 Tuorla، نامگذاری:1937GB) هزار و چهارصد و بیست و پنجمین سیارک کشف شده‌است که در ۳ آوریل ۱۹۳۷ کشف شد.
قدر مطلق سیارک برابر ۱۱٫۳۰ است.